# Corazón valiente
 (срп. Храбро срце) америчка је теленовела, продукцијске куће Телемундо, снимана 2012.

## Синопсис
Прича о оданости, пријатељству, храбрости и љубави.
Ово је прича о две жене које се познају још од детињства. Анхела Валдез ћерка је људи који су радили у служби обезбеђења богате и моћне породице. Била је сиромашна и скромна девојчица. Са друге стране, Саманта Сандовал Наваро била је богата цурица о којој су Анхелини родитељи бринули.
Једног дана, док су се девојчице играле на базену, Саманта бива отета.
Овај догађај заувек ће оставити траг у њиховим животима, јер ће у преговору са отимичарима Анхелин отац херојски жртвовати свој живот у замену за Самантину слободу. 
Када девојчица буде на сигурном, он је свестан да ће га киднапери убити, па диже у ваздух аутомобил са собом унутра.  
Сахрана храброг човека означила је растанак двеју нераздвојних пријатељица - оне се куну да ће се једног дана поново срести и обећавају једна другој вечно пријатељство. Годинама касније, судбина ће их поново спојити. 
Анхела је од ране младости морала да научи да брани саму себе, јер је одрасла у веома опасном крају. Нажалост, заљубљује се у погрешног човека - Луиса Мартинеза, бившег гангстера и нарко-дилера.
Иако јој је живот са Луисом мучан, она све толерише зарад њихове ћерке Виолете. Ради даноноћно да би јој пружила бољи живот. Ноћу учи, желећи да постане болничарка, а има и скромну посластичарницу.
За време испоруке колача на забави богатог адвоката и предузетника Хуана Маркоса Ароја, Анхела примећује да се девојчица дави у базену. Она јој спашава живот, а касније се испоставља да је то ћерка Хуана Маркоса, најлепшег човека кога је видела у животу. 
Човек је шокиран због немилог догађаја, али истовремено задивљен женом која је спасила живот његове кћери. Он проживљава пакао у браку са Исабел, себичном женом, алкохоличарком која готово да не поштује своју породицу.  
Сусрет са Анхелом означиће прекретницу у животу шармантног адвоката. Али живот у први мах за обоје наставља да тече својим током.
Анхела ужасно пати у браку са Луисом трпећи злостављање, све док коначно не одлучи да стави тачку на све то и почне нови живот, као самохрана мајка. За то време, Хуан Маркос такође доноси одлуку да се разведе од супруге, али када му Исабел саопшти да је трудна, не усуђује се да је остави.
Једног дана, Саманта се суочава са покушајем пљачке у Анхелиној посластичарници. Две пријатељице успевају да савладају лопове, а поновни сусрет представљаће прекретницу у Анхелином животу - Саманта јој предлаже да остави и посластичарницу и студије медицине, те да се бави истим послом као она. Тако Анхела постаје телохранитељка. 
Игром судбине, девојчина прва мисија биће да чува Хенесис Аројо, девојчицу коју је раније спасила сигурне смрти, ћерку човека чији лик никако не може да обрише из сећања. Хуан Маркос препознаје Анхелу, али није способан да оствари било какву комуникацију са њом - потпуно је уништен, јер су му родитељи убијени без икаквог разлога. 
Управо је тај догађај пресудио да Хуан Маркос унајми телохранитеље, желећи да заштити целу породицу. Међутим, оно што он не зна јесте чињеница да смрт вољених родитеља има име и презиме - Фернанда дел Кастиљо, жена која оставља без даха, али је истовремено бездушна. Одавно се заклела на освету онима који су је понижавали у младости. Игром случаја, то су људи блиски Хуану Маркосу, којим је она опседнута. 
За то време, Саманта има нови посао - треба да пази на Гиљерма дел Кастиља, великог заводника, познатијег као Вили. Унајмљена је од стране његовог оца Бернарда дел Кастиља, али да би добила посао морала је да испуни један услов - пошто Вили не жели телохранитеље, мора да глуми његову шоферку. 
Будући да Вили покушава да заведе Саманту чим је упозна, она смишља лаж да би га удаљила од себе - говори му да је лезбијка. 
Ипак, уместо да га удаљи од себе, Саманта постиже потпуно супротан ефекат - ово признање још више узбуђује богатог заводника. Оно што је занимљиво јесте да њих двоје имају заједничку прошлост - водили су љубав када су имали петнаест година. Вили се сада не сећа Саманте, али она њега није могла да заборави. 
Аројови поседују читаву аутомоблиску империју, баш као и дел Кастиљови. Два царства на корак су до спајања. Породице се срећу на сахрани Хуанових родитеља, где се у близини гробља скрива снајпер који треба да лиши живота Хенесис, Хуанову ћерку.
Анхела на време реагује, пуца и убија снајперисту. Овај догађај означиће почетак неочекиване љубавне приче између Анхеле и Хуана Маркоса, која ће бити угрожена бескрупулозним негативцима - Бернардом дел Кастиљом и немилосрдном убицом - Фернандом дел Кастиљо.
Анхела и Саманта суочиће се са многим изазовима на послу, не би ли заштитиле животе особа које им верују. Истовремено, боре се да пронађу своју срећу и љубав. Међутим, када се нађу уплетене у мрежу лажи и сплетки, схватиће да, да би се извукле из тога, морају да уложе више напора него што су икада мислиле... 

## Ликови
- Анхела (Адријана Фонсека) - Одрасла је у сиромашној породици, добра је и поштена. Бори се да добије оно што жели, али никада не гази преко других да би дошла до циља. Узорна је мајка малој Виолети, због које трпи малтретирање супруга Луиса. Када упозна богаташа Хуана Маркоса, заљубљује се у њега на први поглед, а њихова љубав добија крила када она постане телохранитељка његове кћерке Хенесис.

- Хуан Маркос (Хосе Луис Ресендез) - Згодни и шармантни милионер оженио се злом Исабел само зато што је била трудна. Једину радост у његовом животу представља кћерка Хенесис. Облачи се елегантно, углађен је и цењен. Када му родитељи бивају убијени, унајмиће телохранитељку и у Анхелине руке ставити живот своје кћерке, а касније ће се и заљубити у њу.

- Саманта (Химена Дуке) - Жена изузетне лепоте, која не жели да се везује ни за кога, јер не верује у љубав. Одбија материјалну помоћ богатих родитеља и постаје цењена телохранитељка чији су клијенти многе познате личности. Када је богаташ Браулио дел Кастиљо унајми да чува његовог сина Вилија, поново ће се разгорети пламен старе, наизглед заборављене тинејџерске љубави.

- Вили (Фабијан Риос) - Тотално неорганизован, велики женскарош, облачи се неформално, али увек је у фирмираној одећи. Може да има сваку жену коју погледа, али не и Саманту, која ће га опчинити својом незаинтересованошћу. Фасцинира га чињеница да се бори као он, може да попије колико и он, способна је да га победи у ауто-трци, али не може да буде његова. Зато це учинити све да је освоји.

- Фернанда (Ајлин Мухика) - Колегиница Хуана Маркоса из средње школе. Она је прави пример ружног пачета које се претворило у лабуда. Ужива у гламуру, цењена је у високим круговима али истовремено је хладна и прорачуната. Не преза ни од чега да би добила оно што жели - киднапује, мучи и убија. У исто време је пријатељ и непријатељ. Откако зна за себе заљубљена је у Хуана Маркоса и избезумљена је јер он не обраћа пажњу на њу.

- Бернардо (Мануел Ландета) - Фернандин отац, моћан, успешан и врло привлачан човек. Власник је познате аутомобилске фирме и планира да се удружи са Аројовима, да би задовољио опсесију своје кћерке. Заљубљује се у Саманту, коју

је унајмио да чува његовог сина Вилија. Полусестру Офелију запослио је као дадиљу своје деце и стално је држи уз себе, јер деле страшну породичну тајну.
- Ема (Ванеса Посе) - Двадесетогодишња сестра Хуана Маркоса размажена је богаташица која ужива у проводу и лудим журкама. Бави се сликањем и одлична је у томе. Ипак, има биполарни поремећај, па тако у једном тренутку може да се обуче по последњој моди и изиграва хировиту богаташицу, док се већ у следећем потпуно мења. Заљубљује се у свог телохранитеља Пабла.

## Глумачка постава

### Главне улоге
| Глумац:            | Улога:                         |
| ------------------ | ------------------------------ |
| Адријана Фонсека   | Анхела Валдез                  |
| Хосе Луис Ресендез | Хуан Маркос Аројо              |
| Ајлин Мухика       | Фернанда дел Кастиљо           |
| Химена Дуке        | Саманта „Сами“ Сандовал Наваро |
| Фабијан Риос       | Гиљермо „Вили“ дел Кастиљо     |
| Мануел Ландета     | Бернардо дел Кастиљо           |

### Споредне улоге
| Глумац:               | Улога:                             |
| --------------------- | ---------------------------------- |
| Ванеса Посе           | Ема Аројо                          |
| Џон Екер              | Пабло Перлата                      |
| Бренда Асникар        | Фабиола Ферара                     |
| Анхелине Монкајо      | Марија Лаура Агилар                |
| Алба Роверси          | Нора дел Кастиљо Ла Мадрина        |
| Данијела Наваро       | Клара Салватијера                  |
| Пабло Азар            | Густаво Понте                      |
| Грегорио Пернија      | Хавијер Фалкон дел Торо Ел Вердуго |
| Сандра Белтран        | Ивоне Матаморос Ла Ниња Бонита     |
| Каролина Техера       | Лopeна Бариос                      |
| Сонја Смит            | Исабел Уријарте де Аројо           |
| Хорхе Луис Пила       | Мигел Валдез                       |
| Габријел Порас        | Мигел Гутијерез                    |
| Мигел Варони          | Хесус Валдез Гутијерез             |
| Кати Барбери          | Перла Наваро Сандовал              |
| Леонардо Данијел      | Дарио Сандовал                     |
| Хилда Хадок           | Естела де Валдез                   |
| Габријел Велензуела   | Луис Мартинез Камило Мартинез      |
| Хосе Гиљермо Кортинес | Ренсо Мансиља                      |
| Татјана Капоте        | Офелија                            |
| Алехандро Лопез       | Висенте ла Мадрид                  |
| Лино Мартоне          | Дијего Ваљареал                    |
| Роберто Плантијер     | Габријел ла Мадрид                 |
| Присила Пералес       | Нели                               |
| Ахрид Ханалеј         | Сесилија                           |
| Бриџит Босо           | Хенесис Аројо                      |
| Никол Арчи            | Виолета                            |

### Гостујуће и епизодне улоге
| Глумац:             | Улога:                                  |
| ------------------- | --------------------------------------- |
| Алба Роверси        | Нора                                    |
| Андерсон Леал       | Лукас                                   |
| Андрес Варгас       | Тони                                    |
| Андрес Котрино      | Николас                                 |
| Беатриз Сесар       | Андреа Хуарез                           |
| Бетина Гуард        | Инес Суарез                             |
| Бренда Асникар      | Фабиола Ферара                          |
| Вивијана Мендез     | Гуадалупе                               |
| Габријела Боргес    | Џесика                                  |
| Георгет Хадаск      | Сонја Естевез                           |
| Грејдис Гил         | Тамара                                  |
| Давид Кано          | Хуан Круз Аројо                         |
| Дајами Падрон       | Палома Нијевес                          |
| Д'Мичел Хас         | др. Левин                               |
| Евелин Дијаз        | Евелин                                  |
| Едуардо Васвејлер   | Хуан Игнасио Аројо                      |
| Едуардо Родригез    | Естебан де ла Вега                      |
| Емили Алварадо      | Саманта Сандовал Наваро (као девојчица) |
| Енрике Ерера        | Едуардо Робинсон                        |
| Есекијел Монталт    | Мануел Флорес                           |
| Жаки Хунгито        | Ла Лоба                                 |
| Иван Ернандез       | Леонардо Лео Карењо                     |
| Илеана Џакет        | Хосефина Уријате                        |
| Ирахид Лејлани      | Наталија                                |
| Итзел Рамоз         | Леонор Аројо                            |
| Јалимар Саломон     | Глорија Ферејра                         |
| Јами Кинтеро        | Еухенија де ла Саље                     |
| Јамир Гориц         | Ел Осо                                  |
| Карла Родригез      | Алехандра                               |
| Карлос Монтиља      | Торес                                   |
| Карлос Питеља       | Педро                                   |
| Лина Маја           | Ирене Салас                             |
| Луис Херардо Лопез  | Херардо Дувал                           |
| Мануел Дувал        | Хименез                                 |
| Миријам Енрикез     | Долорес                                 |
| Мичел Џонс          | Памела Ваљестер                         |
| Омар Сантана        | Раул Фуентес                            |
| Палома Маркез       | Сол Дијаз де Леон                       |
| Паола Барос         | Беатриз                                 |
| Патрисија Алкината  | Урсула Виљалобос                        |
| Патрисија Ногера    | Селадора Рамос                          |
| Педро Таламако      | Маршал                                  |
| Рај Хернандез       | Нуњез                                   |
| Самир Сукар         | Родригез                                |
| Софија Санабрија    | Анхела Валдез (као девојчица)           |
| Стефани Оливерија   | Лусијана                                |
| Франциско Мармол    | Оскар дел Ваље                          |
| Хенире Бланко       | Ана Пералта                             |
| Хорхе Куадерни      | Августин Рохас                          |
| Хорхе Луис Порталес | Виктор                                  |
| Хуан Сеперо         | Октаво Руиз                             |
| Џеми Сасон          | Паула Уријате                           |
| Џони Неси           | Херман Халиндез Викинг                  |